# Plaisir (Yvelines)
Pour les articles homonymes, voir Plaisir (homonymie).
Plaisir est une commune française située dans le département des Yvelines, en région Île-de-France.

## Géographie

### Situation
Plaisir est située dans la grande banlieue ouest de Paris, à 30 km de la Porte d'Auteuil et à 13 km à l'ouest de Versailles, dans la plaine de Versailles.
La moitié du territoire communal est constituée de forêts et de terres agricoles.
La commune est constituée de plusieurs hameaux répartis sur deux plateaux séparés, d'est en ouest, par la forêt domaniale de Bois-d'Arcy et son extrémité ouest dite bois de la Cranne, le parc du château de Plaisir et la forêt de Sainte-Apolline.
Sur le plateau le plus élevé, au sud du territoire communal et au nord d'une étendue appelée plaine de Neauphle traversée par la RN 12, se trouvent le hameau de la Mare-aux-Saules jouxtant Élancourt et le hameau de Sainte-Apolline, tous deux au sud de cette nationale, et les hameaux des Gâtines, du Buisson et de la Chaîne, tous trois alignés d'est en ouest au nord de ladite nationale.
Sur le plateau inférieur, au nord de la commune, se trouvent le vieux village, entouré, d'est en ouest, des quartiers ou hameaux de la Brétechelle, de l'Aqueduc de l'Avre, des Ébisoires, des Petits-Prés et de l'écart relativement peuplé de la Boissière.

### Hydrographie
La commune est traversée du sud au nord par le ru Maldroit qui prend sa source à Trappes, au lieu-dit du Puits à Loup à proximité de la porte de Pissaloup. Il traverse la plaine de Neauphle, passe à l'extrémité est du hameau des Gâtines, alimente le bassin de retenue du bois de la Cranne. Ensuite il traverse sous la RD 30, se divise en deux branches traversant le parc du château et de l'hôtel de ville, le vieux village. Il est rejoint par le ru de Sainte-Apolline avant de parcourir les deux hôpitaux, où il est partiellement canalisé et enterré, serpente dans une petite vallée entre Thiverval et Saint-Germain-de-la-Grange et se jette dans la Mauldre à Beynes. La ville compte également un étang dans la forêt de Sainte-Apolline.
La commune de Plaisir est située intégralement dans le sous-bassin du Maldroit inclus dans le bassin versant de la Mauldre géré depuis 1992 par le COBAHMA (comité de bassin hydrographique de la Mauldre et de ses affluents) sous l'égide du conseil général des Yvelines et pour lequel un schéma d'aménagement et de gestion des eaux (SAGE) a été mis en œuvre (arrêté préfectoral du 4 janvier 2001).
Le quartier de l'aqueduc de l'Avre doit son nom à l'aqueduc qui alimente Paris en  eau potable et traverse la ville d'ouest en est.

### Communes limitrophes
| Saint-Germain-de-la-Grange | Thiverval-Grignon | Chavenay             |
| Neauphle-le-Château        | Plaisir           | Les Clayes-sous-Bois |
| Jouars-Pontchartrain       | Élancourt         | Bois-d'Arcy          |

### Climat
Pour des articles plus généraux, voir Climat de l'Île-de-France et Climat des Yvelines.
En 2010, le climat de la commune est de type climat océanique dégradé des plaines du Centre et du Nord, selon une étude du CNRS s'appuyant sur une série de données couvrant la période 1971-2000. En 2020, Météo-France publie une typologie des climats de la France métropolitaine dans laquelle la commune est dans une zone de transition entre le climat océanique et le climat océanique altéré et est dans la région climatique Sud-ouest du bassin Parisien, caractérisée par une faible pluviométrie, notamment au printemps (120 à 150 mm) et un hiver froid (3,5 °C).
Pour la période 1971-2000, la température annuelle moyenne est de 10,8 °C, avec une amplitude thermique annuelle de 14,7 °C. Le cumul annuel moyen de précipitations est de 663 mm, avec 10,8 jours de précipitations en janvier et 7,8 jours en juillet. Pour la période 1991-2020, la température moyenne annuelle observée sur la station météorologique la plus proche, située à Trappes à 6 km à vol d'oiseau, est de 11,6 °C et le cumul annuel moyen de précipitations est de 686,3 mm,. Pour l'avenir, les paramètres climatiques de la commune estimés pour 2050 selon différents scénarios d'émission de gaz à effet de serre sont consultables sur un site dédié publié par Météo-France en novembre 2022.

### Transports et voies de communications

#### Réseau routier

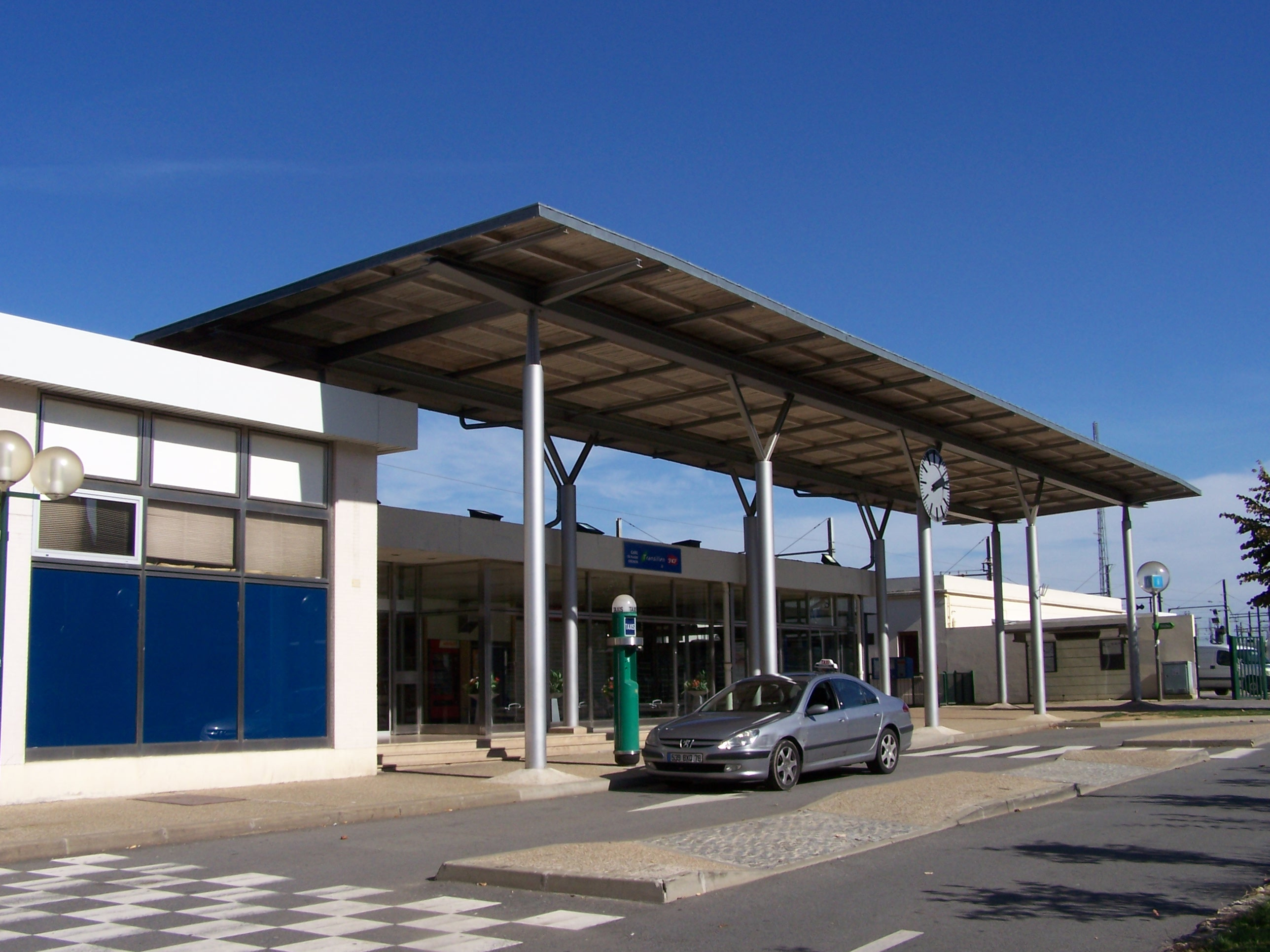
La gare de Plaisir - Grignon.

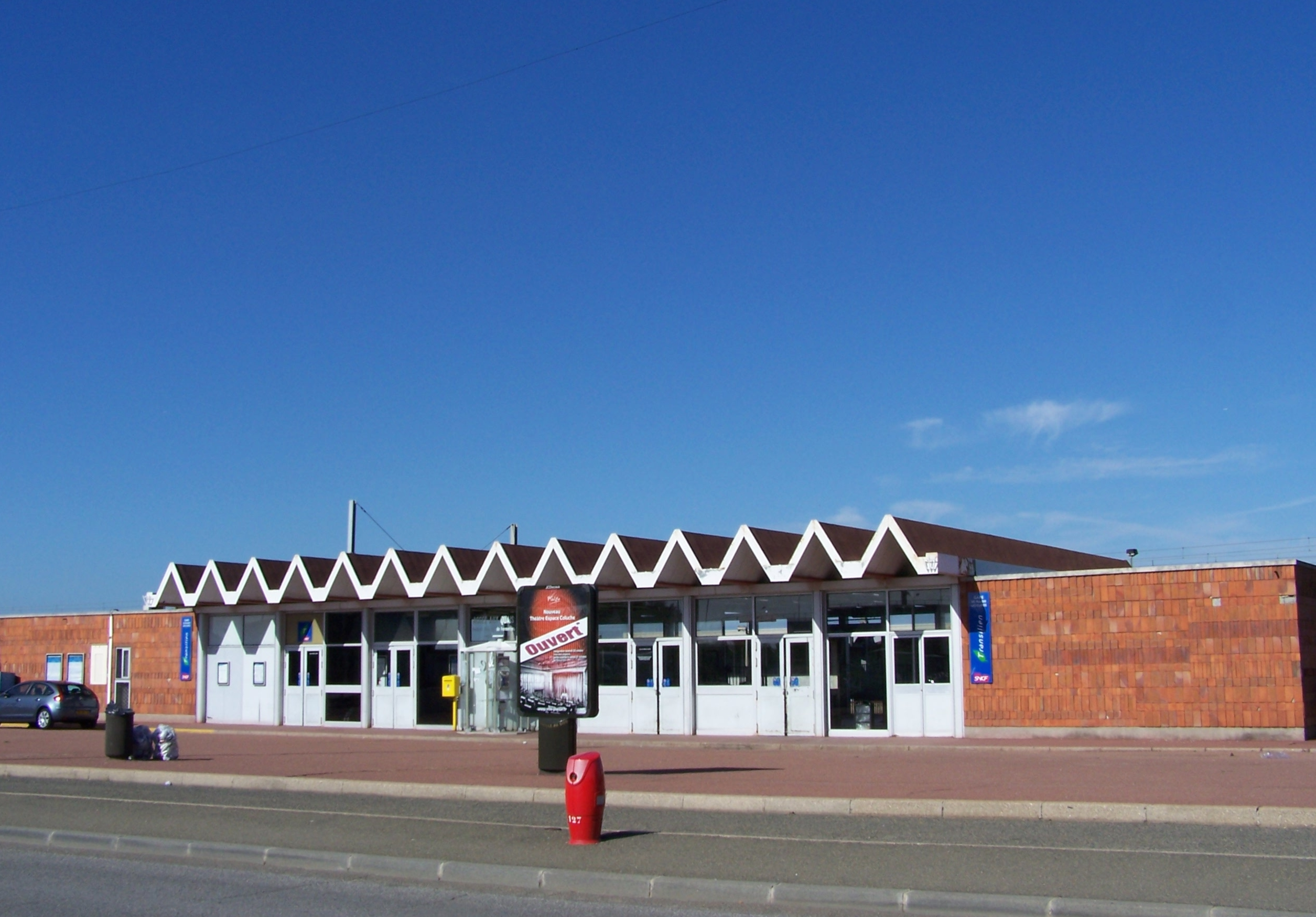
La gare de Plaisir - Les Clayes.

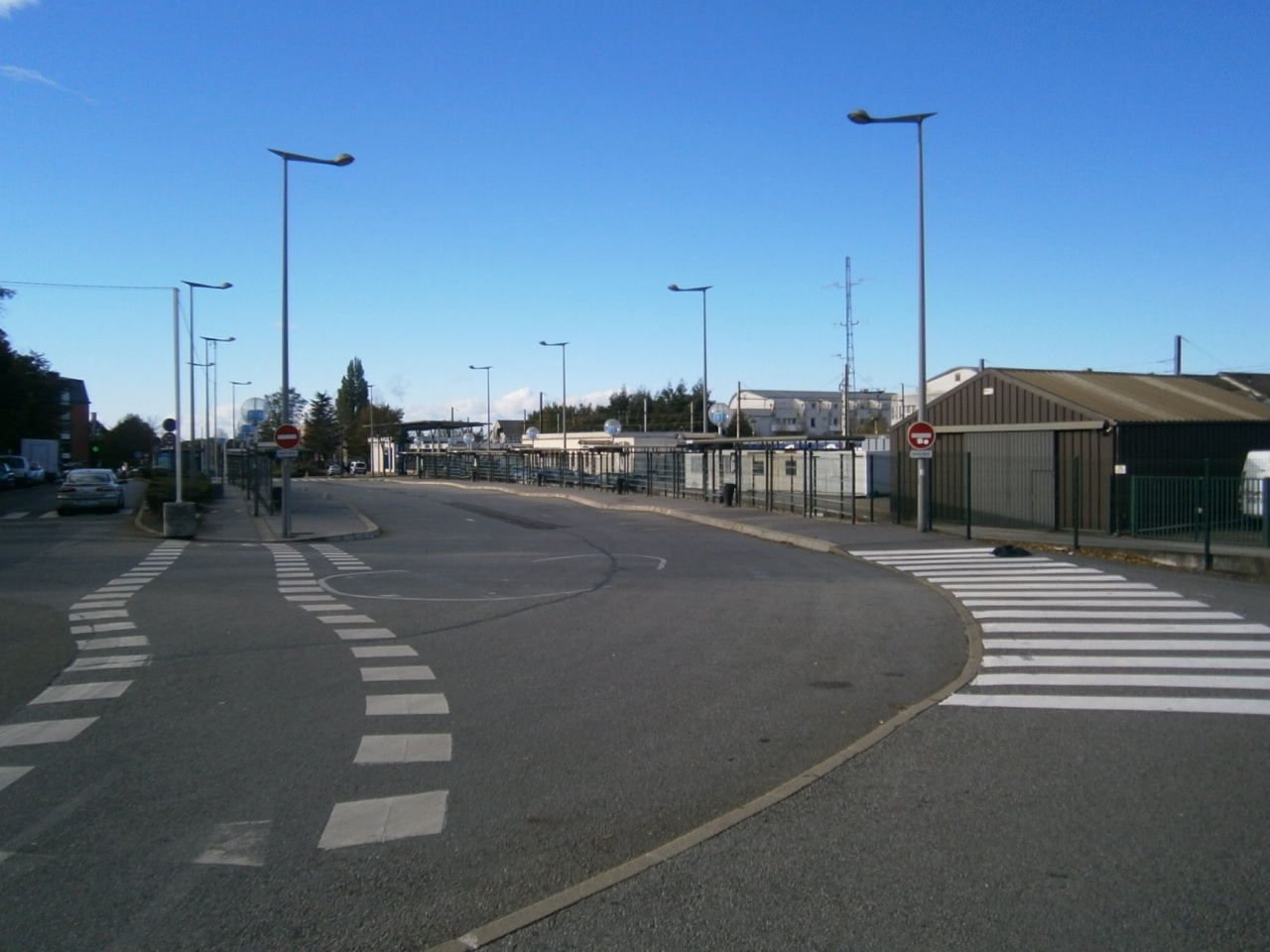
La gare routière de la gare de Plaisir - Grignon.

La commune est desservie par la route nationale N 12 (Paris-Brest), via Dreux (à caractéristiques autoroutières). Elle est traversée dans un « axe nord-sud » (ainsi qu'elle est appelée localement) par la route départementale D 30 qui relie Poissy et Feucherolles au nord au lieu-dit des Gâtines et prolongée au sud vers Élancourt et Saint-Quentin-en-Yvelines par la route départementale D 58. Dans l'axe est-ouest, Plaisir est traversée par la route départementale D 11 qui mène aux Clayes-sous-Bois et Saint-Cyr-l'École vers l'est et à Neauphle-le-Château vers l'ouest.

#### Desserte ferroviaire
La commune est desservie par deux gares de la ligne N du Transilien :
- la gare de Plaisir - Grignon située au nord-ouest de la commune ;
- la gare de Plaisir - Les Clayes, au nord-est.

Les trains semi-directs permettent de rejoindre Paris en 25 minutes.

#### Bus
La commune est desservie par les lignes 6, 8, 5113, 10, 20, 44, 50, 5183, 5184, 5186, TG du réseau de bus de Saint-Quentin-en-Yvelines, par les lignes 7, 12, 19, 27 et M du réseau de bus Centre et Sud Yvelines, par les lignes 4, 15, 17, 78 et 475 du réseau de bus Île-de-France Ouest et par la ligne 100 du réseau de bus de Poissy - Les Mureaux. De plus, la ville assure un transport individuel intra-muros pour les personnes handicapées en véhicule adapté pour le prix d'un ticket de bus.

## Urbanisme

### Typologie
Au 1er janvier 2024, Plaisir est catégorisée grand centre urbain, selon la nouvelle grille communale de densité à sept niveaux définie par l'Insee en 2022.
Elle appartient à l'unité urbaine de Paris, une agglomération inter-départementale regroupant 407  communes, dont elle est une commune de la banlieue,,. Par ailleurs la commune fait partie de l'aire d'attraction de Paris, dont elle est une commune du pôle principal,. Cette aire regroupe 1 929 communes,.

## Toponymie
Le nom de la localité est attesté sous la forme Placidio au VIIe siècle, Placicium au VIIIe siècle, Pleassiacum dès 1236. La forme latine Pleassiacum dure jusqu'à la fin du XVe siècle. Pendant qu'en vieux français, il passe de Plesiz en 1351, à Plesir en 1470, se maintient définitivement sous la forme de Plaisir au XVIIe siècle.[réf. nécessaire]
Il pourrait dériver du latin placicium, il plaît, ou bien de plescicium, place forte.
L'origine du lieu-dit est très ancienne. Placidio peut signifier le domaine de Placidius et remonterait ainsi à l'époque gallo-romaine. Aucune trouvaille ne vient confirmer cette hypothèse.[réf. souhaitée]
Autres hypothèses : rapprocher Plaisir de Plessis (du bas latin plexiacum, signifiant enclos, qui a donné plaissié au Moyen Âge, signifiant lieu fortifié). Plaissier–, 'courber, ployer', "entourer de clôtures de branches entrelacées": c'était là un moyen assez primitif d'enfermer le château dans un système défensif et des seigneurs de plus ou moins d'importance l'ont utilisé.
Plaisais, clairière où les terres cultivées sont délimitées par une ceinture d’arbres ou de buissons pour se protéger des animaux sauvages. Le Roman de Renard décrit ainsi la ferme d’un riche paysan : « La maison sise au milieu d’un plaisais (clôture faite de buissons entrelacés) est richement pourvue de tous les biens de la terre : vaches et bœufs, brebis, lait et œufs, et toutes sortes de nourriture ; de poules et de chapons y avait-il à foison. Renard y trouvera de quoi se satisfaire, si seulement il y peut entrer. Mais, je crois, et même je parie, qu’il cherchera longtemps. Car tout était entièrement clos, et le jardin, et la maison, de pieux aigus et gros et longs ; un ruisseau courait tout autour. Au dedans étaient arbrisseaux de toutes espèces. Vraiment, c’était une belle demeure » (cité par M.T. Lorrain : La France au XIIIe siècle, Paris, Nathan, 1975).

## Histoire

### Jusqu'auXXesiècle: un bourg agricole et ses sept hameaux
- Les terrains deviennent la propriété de l'abbaye de Saint-Denis en 768[réf. nécessaire]. La construction du prieuré daterait du VIIIe siècle et l'église Saint-Pierre du milieu du XIIIe siècle[14].
- Plaisir est rattachée à la baronnie de Neauphle-le-Château à l'époque féodale.
- Le territoire entre dans le domaine royal par le mariage de François Ier avec Claude de France. En 1537, il disposa du fief de Neauphle-le-Château-Plaisir en faveur de sa maîtresse, Anne de Pisseleu. Le dernier seigneur de Plaisir fut Louis Hercule Timoléon de Cossé-Brissac, commandant de la garde de Louis XVI[15].

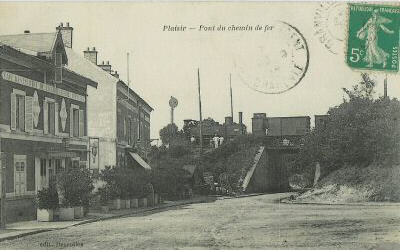
Pont de chemin de fer à proximité de la gare de Plaisir-Grignon.

- À la fin du XVIIIe siècle, la population compte environ un millier d'habitants sur sept hameaux : la Bretéchelle, la Boissière, le Buisson, la Chaîne, le Village, les Petits-Prés et les Gâtines[16]. Le centre du village de Plaisir se situe à la conjonction de deux ruisseaux, le ru Maldroit et le ru Sainte-Apolline.

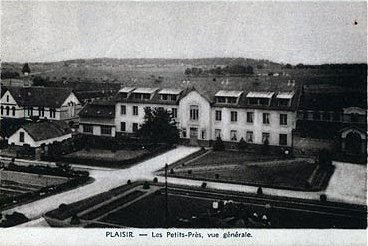
La vue générale de l'asile.

- En 1862, le chemin de fer apparaît à Plaisir ainsi qu'un dépôt de mendicité à la ferme des « Petits-Prés » qui appartenait au comte de Pontchartrain. L'asile fonctionnait de manière autonome, les nonnes y jouaient un rôle prépondérant. « Elles occupaient des fonctions administratives et d'infirmerie, étaient responsables de la lingerie, des cuisines et des tâches ménagères »[17]. Celui-ci se transformera rapidement en asile départemental pour toute la Seine-et-Oise, puis en hôpital gérontologique et médico-social. La ville accueille un deuxième hôpital psychiatrique, Charcot.
- En 1900, le petit village agricole de Plaisir dépasse à peine le millier d'habitants, soit autant qu'au XVIIIe siècle. Sa population double dans la première moitié du XXe siècle grâce aux capacités d'accueil des asiles psychiatriques.

### Explosion urbaine depuis les années 1960
Une étude d'urbanisme explique : « À la fin de la deuxième guerre mondiale, Plaisir n'est encore qu'un petit village agricole constitué de plusieurs hameaux. ». Au début des années 1960, la commune est encore éclatée entre le bourg de Plaisir et ses sept hameaux agricoles « éloignés les uns des autres et vivant sur eux-mêmes ».
À partir des années 1960, Plaisir subit une explosion de l'urbanisation. Celle-ci est attribuée à la création de la ville nouvelle de Saint-Quentin-en-Yvelines et au premier schéma directeur d'aménagement et d'urbanisme de la région parisienne (SDAURP) de 1965. Pour Plaisir, le SDAURP se concrétise par la création de la zone opérationnelle d'habitat (ZOH, qui deviendra une ZAC) de Plaisir-Les Clayes (1966) qui prévoit l'implantation de 7 500 logements, des activités industrielles dans les quartiers des Ébisoires et Vicomtes et commerciales dont l'embryon de l'actuel centre commercial régional « Grand Plaisir ». À partir de 1965, les promoteurs privés achètent des terrains pour les lotir. La population de Plaisir est alors multipliée par sept en 15 ans (cf. démographie).
Cette urbanisation se déroule en plusieurs vagues spatio-temporelles :
- 1968-1975
  - Plusieurs lotissements de pavillons « à l'américaine », espaces verts devant la maison et jardins à l'arrière, habités par des cadres travaillant à Paris ou dans les entreprises des environs (Bull aux Clayes-sous-Bois, etc.) se développent à la Mare aux Saules (235 maisons bâties en 1970), aux Gâtines et à la Bataille (700 logements en 1971, appelée au début « opération Bréguet »).
  - Dans le cadre de la ZOH, l'OPHLM construit de petits immeubles habités par une clientèle populaire, le quartier du Valibout. En 2006, ce quartier abritait 4 000 personnes dans plus de 1 000 logements sociaux[20]. Il fait l'objet d'une opération de rénovation urbaine (2006).
  - Au centre bourg, ce sont la résidence Gabrièle (250 logements collectifs en 1971, promoteur Rivaud) et la résidence des Peupliers (170 logements en 1972).
  - Plus au nord, sont également réalisées les constructions d'immeubles ou de petites maisons créant les résidences Danielle (promoteur Rivaud), Brigitte avec son centre commercial (Rivaud), la Haise, le Vieux Moulin, les Ébisoires, le Petit Bontemps.
  - À l'est, le domaine de la Bretéchelle (promoteur Carlton) voit le jour.
  - À l'ouest, est réalisé le domaine de la Boissière (1972) dans le hameau éponyme.
- 1980-1990
  - une bonne part des espaces est urbanisée par des lotissements de maisons de plus petites tailles destinées aux classes moyennes notamment la ZAC de l'aqueduc de l'Avre en 1985.
  - Sur le plan juridique, un temps rattachée à Saint-Quentin-en-Yvelines, Plaisir quittera la ville nouvelle en 1983 en cédant la Clef-de-Saint-Pierre à Élancourt et Trappes[14] « afin d'échapper à une urbanisation massive qui prévoyait 80 000 habitants à Plaisir. »[21].

Depuis les années 2000, la Ville souhaite stabiliser son urbanisation. Les chiffres des derniers recensements prouvent le ralentissement de l'évolution démographique et la maîtrise de l'urbanisation est désormais intégrée au PLU.
Problématiques sociologique et environnementale
Finalement, cette urbanisation s'est faite essentiellement entre le château et les lignes SNCF. Le nord est plus dense et le sud plus pavillonnaire. Des quartiers au sud et à l'ouest sont considérés comme « déconnectés du reste de la ville (la Mare aux Saules, les Gâtines, la Boissière). Leur fonctionnement est soit autarcique, soit tourné vers les communes limitrophes. », ce qui prolonge en fait le schéma ancien avec un bourg et des hameaux éclatés.
L'urbanisation s'est faite « sous la forme de ZAC juxtaposées les unes aux autres, sans lien entre elles, ni avec le centre-ville. ». Il en résulte une nette séparation spatiale des classes sociales. Une étude menée pour le PLU en 2006 constate ainsi que Plaisir est « une ville patchwork où les quartiers se tournent le dos, et où il manque un centre-ville structuré et structurant. ».
Le fort développement du centre commercial Grand Plaisir procure d'importantes recettes fiscales à la ville, mais génère aussi quelques nuisances :
- le déclin des petits commerces de l'ancien centre-ville[19], que la création d'une halle de marché en 1989 n'a pas suffi à enrayer.
- un fort trafic automobile saturant « l'axe nord-sud » à certaines heures. L'élargissement de la route départementale 30 à quatre voies a été terminé début mars 2018.

En 2006, une étude estime que, malgré l'urbanisation, Plaisir conserve « de vastes espaces agricoles et boisés [ayant] conservé leur aspect naturel », qui représentent 50 % du territoire de la commune et font de cette dernière « une ville à la campagne ». Cependant, ces espaces verts sont « disséminés » dans la commune et « menacés par le mitage urbain ».

### Liste des maires

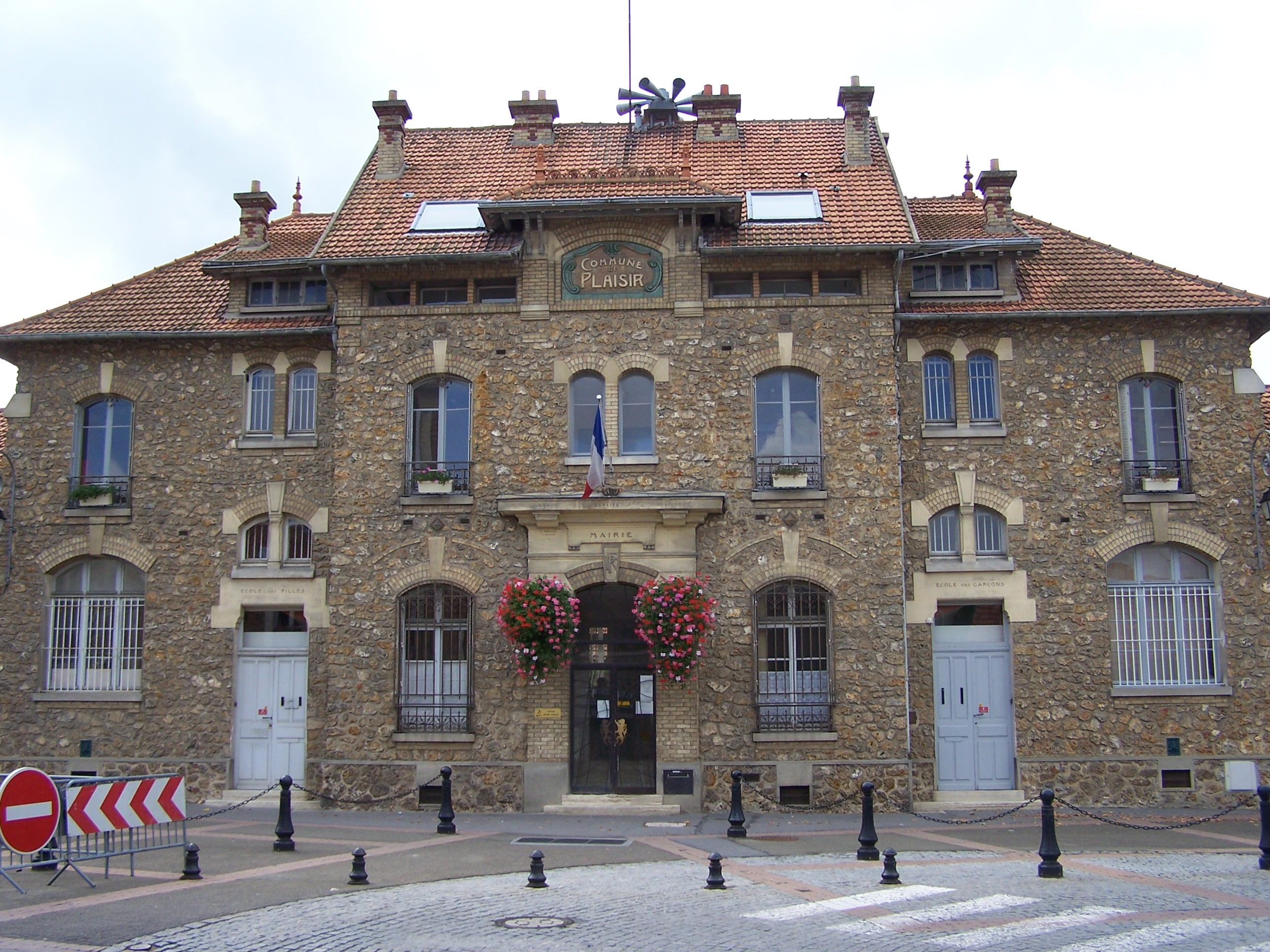
L'ancienne mairie devenue mairie annexe.

## Politique et administration

### Politique environnementale

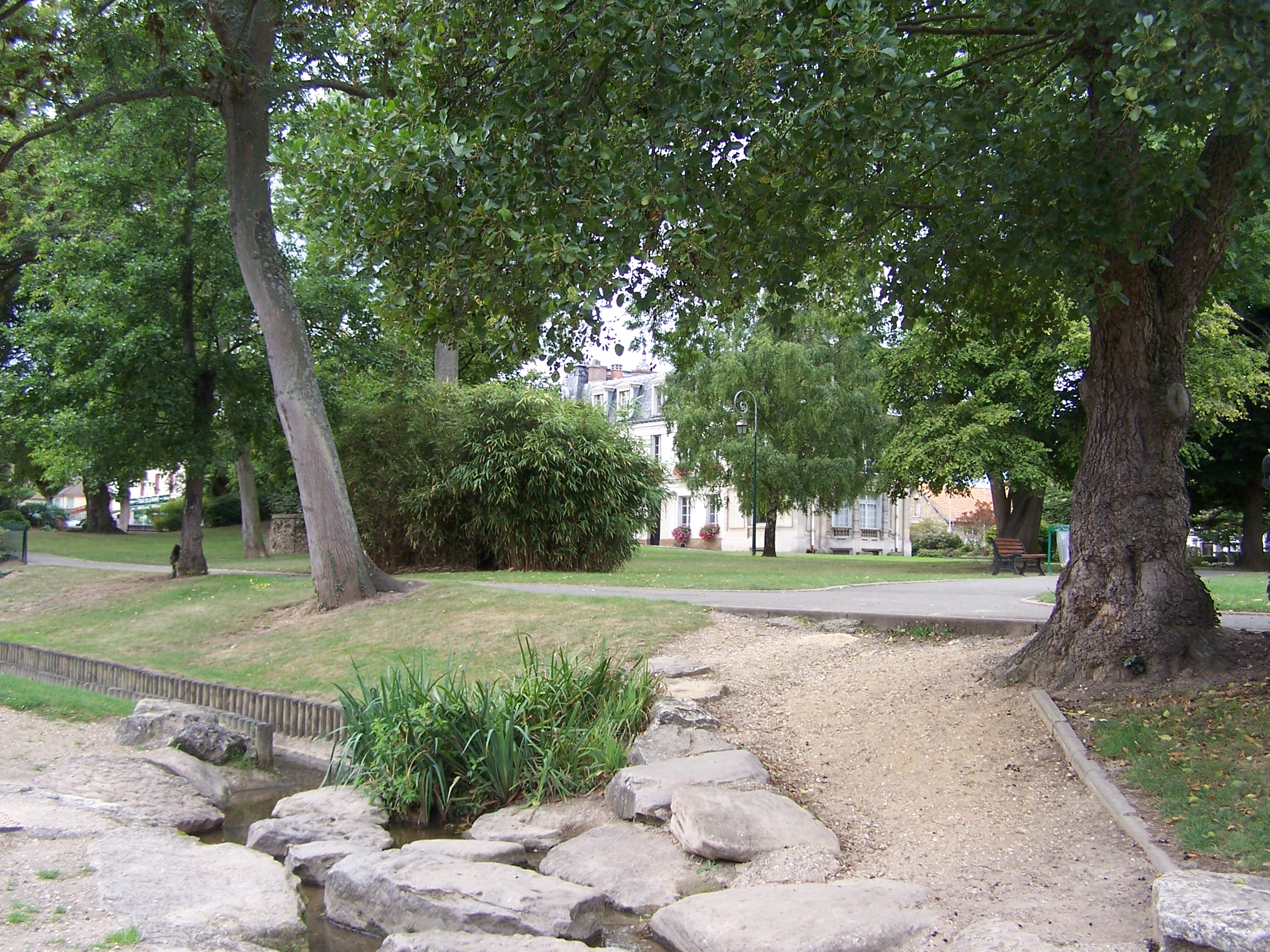
Le parc de l'Hôtel-de-Ville.

- Ville fleurie : Plaisir participe au Concours des villes et villages fleuris et a reçu deux fleurs en 2007[26].

Pour inciter les Plaisirois, particuliers et entreprises, à augmenter et préserver ce capital, elle organise chaque année un « Concours des jardins et balcons fleuris » en partenariat avec la société Truffaut et l'établissement horticole Arriat.
- L'Agenda 21 local, lancé le 16 juin 2003, a pour objectif la participation active des habitants à la préservation et l'amélioration de leur environnement. Les actions envisagées concernent notamment la circulation, le patrimoine bâti avec la réhabilitation des anciens lavoirs et l'air.
- Une action remarquée
  - 2006 : trophée de bronze[27] au concours «Défi pour la Terre», catégorie communes entre 5 000 et 50 000 habitants, pour ses actions de sensibilisation tout au long de l'année : « Les Recycladines »
  - 2005 : mention spéciale au 9e Grand prix de l'environnement pour la sensibilisation au tri des déchets et propreté urbaine dans le quartier du Valibout
  - 2004 : trophée de l'agence de l'eau de Seine-Normandie dans la catégorie « information et participation du public »
- Les déchets

La ville a mis en place le tri sélectif depuis plus de 10 ans et cherche à l'améliorer régulièrement aussi bien par la sensibilisation du public que par la distribution de composteurs pour les particuliers. La société SEPUR, basée sur Plaisir depuis 1965, est chargée du ramassage des ordures ménagères deux fois par semaine ainsi que de chaque poubelle de recyclage une fois par semaine. La déchèterie ainsi que l'usine d'incinération des ordures ménagères sont situées dans la commune limitrophe de Thiverval-Grignon. Du fait de la proximité de la société et des installations, les déplacements sont ainsi limités et les horaires de ramassage adaptés afin de limiter les nuisances sonores.

### Jumelages
| Ville | Ville                 | Pays | Pays        | Période     |
| ----- | --------------------- | ---- | ----------- | ----------- |
|       | Bad Aussee            |      | Autriche    | depuis 1982 |
|       | Baixa da Banheira (d) |      | Portugal    | depuis 1975 |
|       | Geesthacht            |      | Allemagne   | depuis 1975 |
|       | Lowestoft             |      | Royaume-Uni | depuis 1979 |
|       | Moita                 |      | Portugal    | depuis 2001 |

## Population et société
Les habitants sont appelés les Plaisirois.

### Démographie
Plaisir est la septième commune des Yvelines par sa population estimée à environ 32 000 habitants lors des recensements depuis 2004. Les Plaisirois constituent une population jeune et active : 30 % de ses habitants ont moins de 19 ans et son taux de chômage n'est que de 8,2 % avec plus de 50 % d'actifs.

#### Évolution démographique
L'évolution du nombre d'habitants est connue à travers les recensements de la population effectués dans la commune depuis 1793. Pour les communes de plus de 10 000 habitants les recensements ont lieu chaque année à la suite d'une enquête par sondage auprès d'un échantillon d'adresses représentant 8 % de leurs logements, contrairement aux autres communes qui ont un recensement réel tous les cinq ans,.

En 2022, la commune comptait 31 971 habitants, en évolution de +0,92 % par rapport à 2016 (Yvelines : +2,72 %, France hors Mayotte : +2,11 %).
| 1793  | 1800  | 1806  | 1821  | 1831  | 1836  | 1841  | 1846  | 1851  |
| ----- | ----- | ----- | ----- | ----- | ----- | ----- | ----- | ----- |
| 1 260 | 1 313 | 1 291 | 1 260 | 1 215 | 1 274 | 1 259 | 1 178 | 1 095 |

| 1856  | 1861  | 1866  | 1872  | 1876  | 1881  | 1886  | 1891  | 1896  |
| ----- | ----- | ----- | ----- | ----- | ----- | ----- | ----- | ----- |
| 1 117 | 1 182 | 1 225 | 1 265 | 1 374 | 1 469 | 1 579 | 1 615 | 1 636 |

| 1901  | 1906  | 1911  | 1921  | 1926  | 1931  | 1936  | 1946  | 1954  |
| ----- | ----- | ----- | ----- | ----- | ----- | ----- | ----- | ----- |
| 1 652 | 1 729 | 1 894 | 1 900 | 2 085 | 2 167 | 2 224 | 2 398 | 2 683 |

| 1962  | 1968  | 1975   | 1982   | 1990   | 1999   | 2006   | 2011   | 2016   |
| ----- | ----- | ------ | ------ | ------ | ------ | ------ | ------ | ------ |
| 3 850 | 6 869 | 21 259 | 22 593 | 25 877 | 31 045 | 31 539 | 31 074 | 31 680 |

| 2021   | 2022   | - | - | - | - | - | - | - |
| ------ | ------ | - | - | - | - | - | - | - |
| 31 375 | 31 971 | - | - | - | - | - | - | - |

#### Pyramide des âges
En 2018, le taux de personnes d'un âge inférieur à 30 ans s'élève à 39,1 %, soit au-dessus de la moyenne départementale (38 %). À l'inverse, le taux de personnes d'âge supérieur à 60 ans est de 19,5 % la même année, alors qu'il est de 21,7 % au niveau départemental.
En 2018, la commune comptait 14 642 hommes pour 16 371 femmes, soit un taux de 52,79 % de femmes, légèrement supérieur au taux départemental (51,32 %).
Les pyramides des âges de la commune et du département s'établissent comme suit.
| Hommes | Classe d’âge | Femmes |
| ------ | ------------ | ------ |
| 0,2    | 90 ou +      | 0,5    |
| 4,2    | 75-89 ans    | 9,1    |
| 12,3   | 60-74 ans    | 12,6   |
| 21,3   | 45-59 ans    | 19,2   |
| 21,6   | 30-44 ans    | 20,8   |
| 18,1   | 15-29 ans    | 17,7   |
| 22,4   | 0-14 ans     | 20,2   |

| Hommes | Classe d’âge | Femmes |
| ------ | ------------ | ------ |
| 0,6    | 90 ou +      | 1,4    |
| 6      | 75-89 ans    | 7,8    |
| 13,5   | 60-74 ans    | 14,8   |
| 20,7   | 45-59 ans    | 20,1   |
| 19,6   | 30-44 ans    | 19,9   |
| 18,5   | 15-29 ans    | 16,8   |
| 21,2   | 0-14 ans     | 19,2   |

### Enseignement
La commune relève de l'académie de Versailles.
- Enseignement primaire
  - Les écoles maternelles : 17
  - Les écoles élémentaires : 13
- Enseignement secondaire
  - Deux collèges :  collège Guillaume-Apollinaire et collège - SEGPA Blaise-Pascal. Selon la carte scolaire, les élèves de Plaisir peuvent également être scolarisés aux collèges des Clayes-sous-Bois ou d'Élancourt.
  - Lycée Jean-Vilar.
- Enseignement spécialisé
  - L'école Lenôtre, basée à Plaisir depuis 1971.

### Sports
De par sa population jeune, Plaisir abrite 32 associations sportives très variées. Les disciplines proposées vont des plus classiques : football, athlétisme, basket-ball… aux plus originales : Omkido, cerf-volant. Ultimate
Le Palais des Sports, inauguré en 2006, est un complexe omnisports qui a été bâti en lieu et place de l’ancien gymnase Pierre-de-Coubertin détruit par un incendie en juillet 2003. Il a été conçu pour accueillir les associations plaisiroises et les établissements scolaires de la ville. Avec une superficie totale de 6 139 m2, ce gymnase s’étend sur deux niveaux et est composé de sept salles, dont une salle multisports pouvant accueillir jusqu’à plus de 1 200 personnes, des salles de gymnastique, agrès et sol, de gymnastique volontaire, de boxe, de taekwondo, de karaté, de judo et jujitsu.
Ce Palais des Sports peut dorénavant accueillir des compétitions internationales et notamment en décembre 2007, la coupe du Président du Mondial de handball féminin.
La construction d’un terrain de football à sept, d'un couloir d’athlétisme ainsi que d’un plateau d’évolution de handball et de basket-ball, a également été réalisé derrière le palais des sports de la ville.
L'équipement sportif de la ville est donc le suivant :
4 gymnases :
- Léo-Lagrange : basket-ball ;
- Marie-Thérèse-Eyquem : danse, tennis de table, ultimate, volley-ball ;
- Nicole-Hassler : handball twirling baton gymnastique rythmique ;
- et donc le palais des sports Pierre-de-Coubertin.

Le Parc des sports et ses deux stades : Robert-Barran et Bernard-Giroux, complètent cet équipement pour la pratique notamment du football ou du rugby.
Une piscine intercommunale, située dans la commune des Clayes-sous-Bois où se pratiquent natation, aquagym et plongée sous-marine.
Un tennis-club de 16 courts en centre ville.
Le golf privé Isabella, de dix-huit trous, se trouve à l'extrémité ouest du hameau de Sainte-Apolline, au sud et le long de la RD 912, dans la partie de la forêt qui surplombe le hameau d'Ergal de Jouars-Pontchartrain.
Les activités de plein air suivantes sont pratiquées à Plaisir :
- le cerf-volant sportif en intérieur ou en extérieur (parc des Quatre-Saisons) ;
- la pétanque dans le parc du château ;
- et la pêche dans les différents étangs de Plaisir.

D'autres sports sont pratiqués par les Plaisirois et encadrés par les associations de la ville : le bowling, le cyclotourisme et le VTT, l'équitation, la marche nordique, la randonnée, le paintball, la voile.

### Manifestations culturelles et festivités
- Juin : Festival des arts du monde, « Escales d’ailleurs » depuis 2002, organisé dans le parc du château.
- Novembre : Grand Prix de la Ville de Plaisir de pétanque depuis 1985.
- Décembre 2007 : Du 6 au 9 décembre, les matchs de classement de la 19e à la 24e place de la coupe du monde de handball féminin se sont déroulés au palais des sports.

### Cultes
Trois cultes sont pratiqués sur Plaisir :
- le culte catholique : les messes sont organisées à l'église Saint-Pierre les samedis et dimanches. L'église, fermée depuis le 11 juillet 2011 pour d'importants travaux de rénovation lancés par la commune, ouvre à nouveau ses portes pour le culte le 22 décembre 2013. La paroisse de Plaisir relève du doyenné de Plaisir, Villepreux, Les Clayes-sous-Bois, Fontenay-le-Fleury, Bois d'Arcy, Saint-Cyr-l'École et du diocèse de Versailles ;
- le culte protestant avec l'église réformée de France et l'église protestante évangélique ;
- le culte musulman : la mosquée de la rue du Valibout a rouvert en 2008.

La ville ne compte qu'un seul cimetière. Celui-ci étant arrivé à saturation, la municipalité a acquis en 2002 l'ancien cimetière de l'hôpital gérontologique de Plaisir-Grignon de 4 450 m2. Après réunification et réhabilitation, le nouveau cimetière a été inauguré le 12 mai 2005.

## Économie

### Entreprises et commerces
La commune compte six zones d'activités industrielles et commerciales, qui accueillent des entreprises de toutes tailles, ainsi que certains sièges sociaux, notamment ceux de Ikea France et JCDecaux.
Six centres commerciaux sont répartis dans la commune dont un régional : « Grand Plaisir ». Situé dans le nord de la commune et à proximité de la gare de Plaisir - Les Clayes, il couvre une superficie de plus de 100 000 m2. Fort d'une centaine de commerces variés (alimentation, vêtements, coiffeur, bijouterie, restauration, pharmacie de garde…), il accueille notamment Auchan, Ikea et Décathlon.
La ville regroupe sur son territoire :
- l'Agence nationale pour l'emploi, ANPE ;
- l'ASSEDIC ;
- la maison de l'emploi centre et sud Yvelines ;
- la mission locale intercommunale de Plaisir, Les Clayes-sous-Bois, Villepreux, Beynes, Thiverval-Grignon, Neauphle-le-Château, Neauphle-le-Vieux, Saint-Germain-de-la-Grange et Chavenay.

### Revenus de la population et fiscalité
En 2010, le revenu fiscal médian par ménage était de 37 286 €, ce qui plaçait Plaisir au 4 306e rang parmi les 31 525 communes de plus de 39 ménages en métropole.
Ce chiffre est inférieur à la moyenne départementale (40 650 €).

## Culture locale et patrimoine

### Lieux et monuments

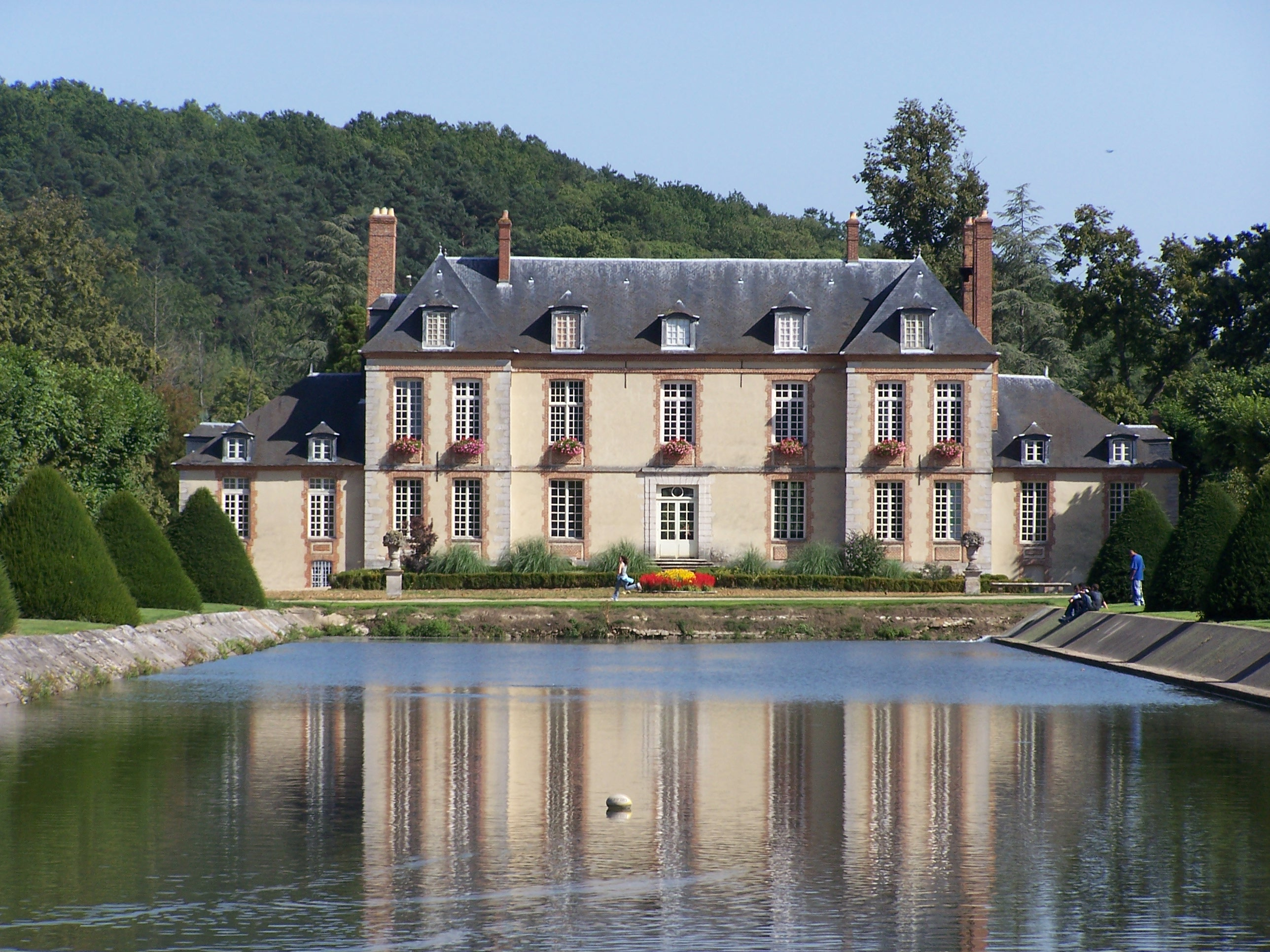
Le château, façade ouest.

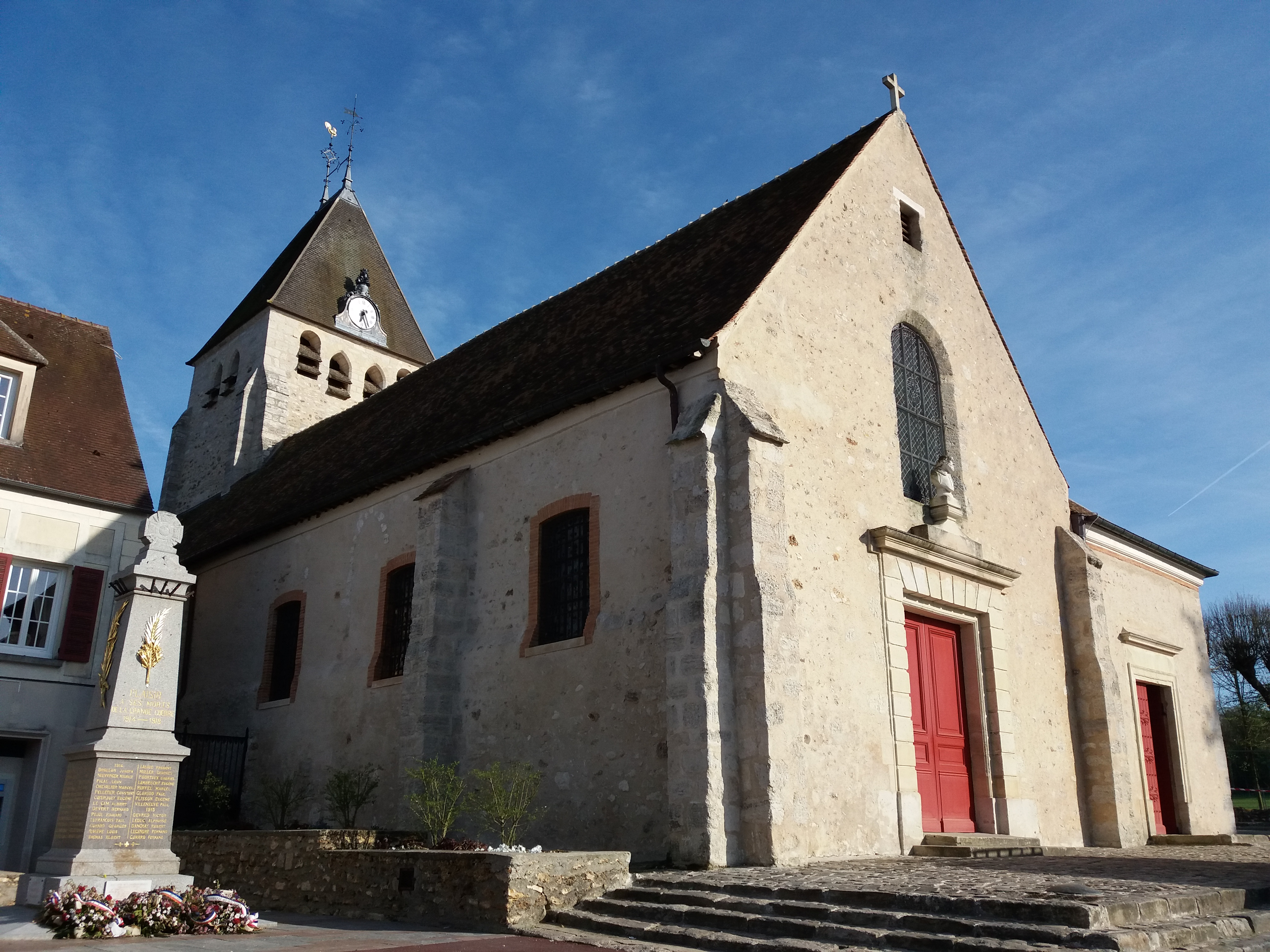
Église Saint-Pierre.

- Le château de Plaisir, qui date du XVIIe siècle, a été classé au titre des monuments historiques en 1961[40] et été racheté par la commune en 1976. Il a été réaménagé par la famille Le Tellier au XVIIIe siècle notamment par l'ajout de deux ailes basses et des bâtiments annexes à vocation agricole.
- Le parc du château, remarquable par son bassin et ses arbres est également classé MH depuis 1961[41].
- L'église Saint-Pierre de style roman, construite entre 1260 et 1263, est restaurée entre 1855 et 1859, et inscrite à l'Inventaire supplémentaire des monuments historiques le 27 avril 1947 ; elle est à nouveau restaurée en 2012 et rouverte au public le 17 novembre 2013[42],[43],[44].
- L'église abrite trois bas reliefs, l'un du XVIe siècle en pierre, les deux autres du XVIIIe siècle en bois sculpté qui ont été classés MH au titre objets en 1969 ainsi qu'une statue de Vierge à l'enfant du XIVe siècle en pierre qui a été classée en 1914[45].
- Le Prieuré, petit manoir abritant la mairie depuis 1971, fut construit à la fin du XIXe siècle sur l'emplacement d'un prieuré bénédictin, rappelé par une locution latine sur le dessus de la grille d'entrée : « Hic fuit benedictorum Prioratus » (ici, il y eut un prieuré de bénédictins).
- La commune possède trois lavoirs. Cependant ils ont connu un manque d'entretien depuis les années 1960, voire des dégradations : l'un semble servir d'entrepôt à un particulier (lavoir de la sente Buffon) et l'autre avait été incendié et était couvert de graffiti (lavoir de la rue Alexandre-Dumas).

Dans le cadre de l'agenda 21 local et de son atelier « Patrimoine bâti remarquable », les lavoirs sont aujourd'hui rénovés ou en cours de l'être. Ainsi, le lavoir de la rue Alexandre-Dumas fut remis en état en 2005 et le lavoir du bois de la Cranne au lieu-dit « le Petit Trou » en 2006.
En 2019 a lieu la découverte d’une fontaine enfouie dans le jardin de la mairie. La fontaine, un bassin d’environ 3 mètres de diamètre en béton, et dont le fond est couvert de petites mosaïques blanches, daterait de l’époque contemporaine. Non loin de la fontaine, les ouvriers ont également mis au jour un petit moulin de pierre, caché sous le lierre.

### Équipements culturels
- Le théâtre Robert-Manuel, anciennement théâtre de la Grange, comporte 178 places assises et est situé dans les communs du château de Plaisir.
- Le Conservatoire à Rayonnement Communal - CRC - agréé musique, danse, art dramatique est installé dans le quartier de la Haise pendant les travaux de restauration du château de Plaisir. Des enseignements arts plastiques et ateliers sciences sont également proposés[49].
- Le théâtre Coluche, rénové et rouvert le 20 octobre 2006, comprend une salle de spectacle de 868 places assises.
- La Clé des Champs est une salle de 300 places debout destinée aux musiques amplifiées. Le lieu comporte également l’accès aux salles de danse du Conservatoire de la ville.

### Personnalités liées à la commune
- Coluche, humoriste : le film Le Maître d'école a été tourné par Claude Berri dans l'école Alain-Fournier de Plaisir avec des élèves de la ville.
- Gaston Lenôtre, pâtissier et traiteur, né en 1920, a créé à Plaisir en 1971 l'école Lenôtre, première école française de formation et de perfectionnement dans le domaine de la gastronomie[50].
- Jean Dujardin, comédien, a vécu son enfance à Plaisir.
- Nicole Hassler, patineuse, a fait partie de l'équipe municipale en qualité de déléguée aux sports.
- Robert Manuel, acteur, sociétaire honoraire de la Comédie-Française et son épouse Claudine Coster ont été domiciliés dans la commune dans les années 1990.
- Guillaume Canet, comédien, a vécu une partie de ses enfance et adolescence à Plaisir.
- Les frères Dubos, du groupe de pop-rock français Kyo, ont grandi à Plaisir. [réf. souhaitée]
- Marc-Edouard Nabe, romancier.
- François Cluzet, acteur : le film Ne le dis à personne a été tourné par Guillaume Canet aux Gâtines à Plaisir.
- Jean-Kévin Augustin, footballeur formé au Paris Saint-Germain, a grandi à Plaisir.
- Shy'm, chanteuse, a étudié au lycée de Plaisir.
- Georges Pernoud, animateur de télévision, est décédé à Plaisir.
- Maurice Perrin (1911-1992), coureur cycliste sur piste, champion olympique, est mort à Plaisir.
- Camila Giorgi, joueuse de tennis professionnelle ayant atteint le vingt-sixième rang mondial, a vécu une partie de son adolescence à Plaisir[51].
- Grégory Lemarchal, chanteur, il fait sa dernière scène le 30 mars 2007 en interprétant Vivo per lei en duo avec Hélène Ségara lors de la première date de tournée de la chanteuse au théâtre Coluche de Plaisir[52],[53].
- Bosh, rappeur français qui a vécu à Plaisir.

### Héraldique
| Armes de Plaisir | Les armes de Plaisir se blasonnent ainsi : d'azur aux deux lions affrontés d'argent supportant en chef une fleur de lys d'or. Ce blason, créé après guerre et enregistré par la commission départementale d'héraldique de Seine-et-Oise, s'inspire d'un sceau utilisé par la municipalité de Plaisir pendant la Révolution. |